# بهگتال
بهگتال (به انگلیسی: Bhagtal) یک منطقهٔ مسکونی در پاکستان است که در پنجاب واقع شده‌است.